# Shut Up (canción de Nick Lachey)
«Shut Up» es el primer sencillo lanzado por Nick Lachey de su álbum SoulO. El sencillo fue una falla comercial en Estados Unidos, fallando en las listas.

## Vídeo musical
La primera versión del vídeo musical aparece un grupo femenino de bailarinas (incluyendo Kimberly Wyatt de The Pussycat Dolls) bailando alrededor de Lachey y acercándose hacia él. Lachey filmó el vídeo y más tarde exitosamente ganó el derecho de hacerlo nuevamente. El segundo vídeo aparece Dax Shepard viviendo en un tráiler a fuera de la casa real de Lachey.